# Mattersey
Mattersey is een civil parish in het bestuurlijke gebied Bassetlaw, in het Engelse graafschap Nottinghamshire met 792 inwoners.